# 国道397号

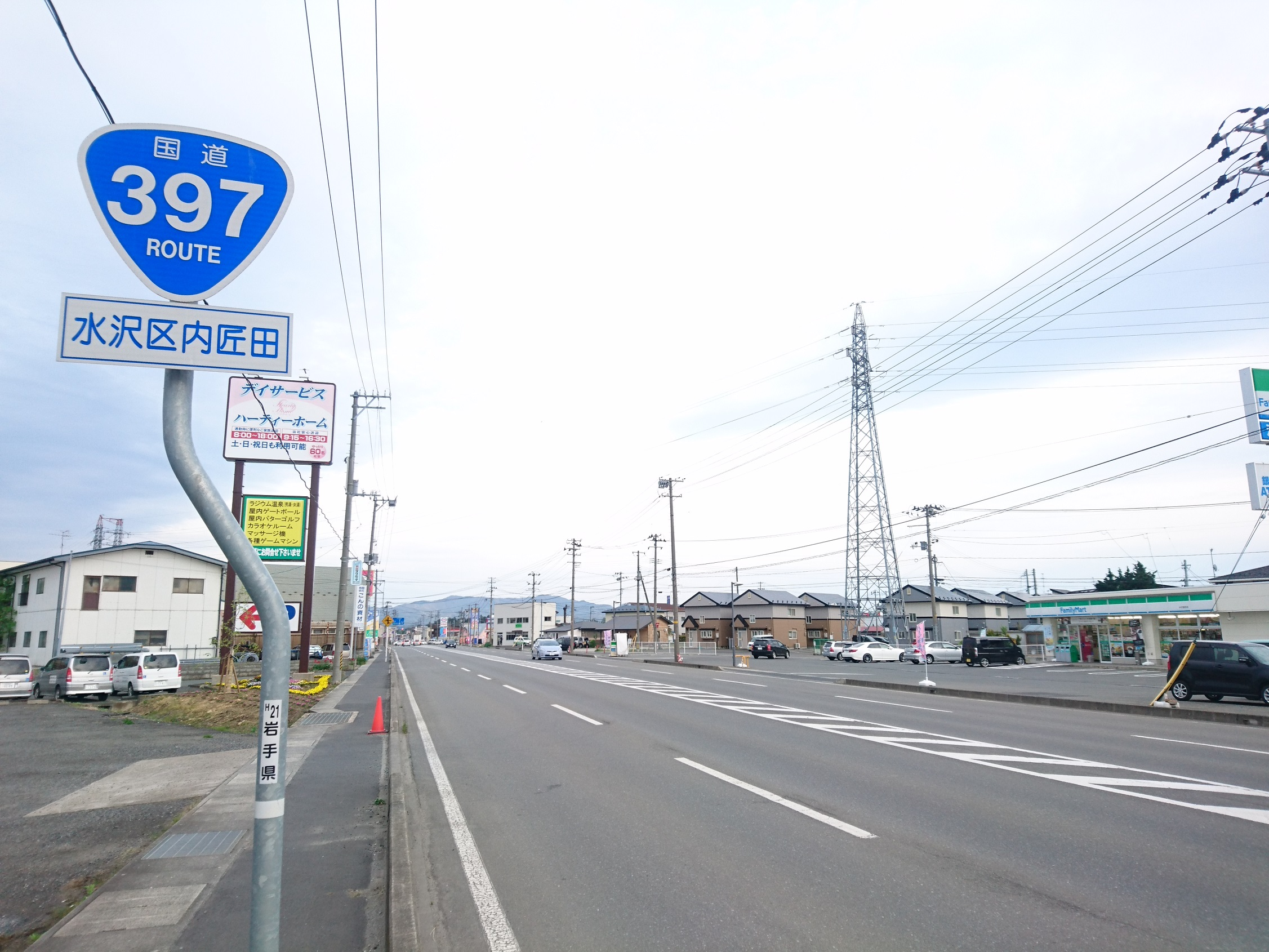
奥州市水沢内匠田付近（2016年5月）

国道397号（こくどう397ごう）は、岩手県大船渡市から秋田県横手市に至る一般国道である。

## 概要
岩手県大船渡市と秋田県横手市を結ぶ幹線道路であり、東部は大船渡港と岩手県内陸部の工業団地を結ぶ物流路線としての役割も担う。岩手・秋田県境附近は冬期閉鎖区間を抱える。2008年（平成20年）6月14日に発生した岩手・宮城内陸地震により、同区間は大きなダメージを受け、地震当日より閉鎖状態が続いていたが、2009年（平成21年）5月11日の冬季閉鎖期間の解除に合わせ、全面的に通行が可能となった。

### 路線データ
一般国道の路線を指定する政令に基づく起終点および重要な経過地は次のとおり。
- 起点：大船渡市（権現堂交差点 = 国道45号交点、国道107号起点）
- 終点：秋田県平鹿郡十文字町[注釈 2]（佐賀会沖田交差点 = 国道13号交点、国道342号上、秋田県道57号十文字羽後鳥海線起点）
- 重要な経過地：岩手県気仙郡住田町、江刺市[注釈 3]（藤里）、水沢市[注釈 3]、秋田県雄勝郡東成瀬村
- 総延長 : 134.9 km（岩手県 105.7 km、秋田県 29.2 km）重用延長を含む。[4][注釈 4]
- 重用延長 : 44.7 km（岩手県 24.8 km、秋田県 19.9 km）[4][注釈 4]
- 未供用延長 : なし[4][注釈 4]
- 実延長 : 90.2 km（岩手県 80.9 km、秋田県 9.3 km）[4][注釈 4]
  - 現道 : 90.2 km（岩手県 80.9 km、秋田県 9.3 km）[4][注釈 4]
  - 旧道 : なし[4][注釈 4]
  - 新道 : なし[4][注釈 4]
- 指定区間：なし[5]

## 歴史

### 国道指定以前
住田・奥州間
- 1959年（昭和34年）3月31日 - 岩手県より水沢住田線として県道に認定される[6]。

奥州・横手間
- 1954年（昭和29年）
  - 1月20日 - 県道水沢増田線の一部、県道増田水沢線および県道増田浅舞線の一部が、水沢十文字線（岩手県胆沢郡水沢町（現・奥州市） - 秋田県平鹿郡十文字町（現・横手市））として建設省（現・国土交通省）から主要地方道の指定を受ける[7]。
  - 8月16日 - 岩手県より水沢十文字線として県道に認定される[8]。
  - 12月2日 - 秋田県により水沢十文字線として県道に認定される[9]。

#### 区間統合
- 1976年（昭和51年）
  - 4月1日 - 県道水沢十文字線および県道水沢住田線が、横手住田線（秋田県横手市 - 岩手県気仙郡住田町）として建設省（現・国土交通省）から主要地方道の指定を受ける[10]。
  - 10月1日 - 岩手県により横手住田線として県道に認定される[11]。

### 国道指定後
- 1982年（昭和57年）4月1日 - 一般国道397号（大船渡市 - 秋田県平鹿郡十文字町（現・横手市））として指定[12]。
- 1989年（平成元年） - 種山工区（住田町世田米 - 江刺市（現・奥州市）伊手）が開通する[13]。
- 2014年（平成26年）10月26日 - 岩手県気仙郡住田町世田米地区を通る現道の道路改良バイパス道路「津付道路」（2.66 km）が全線開通[14]。
- 2021年（令和3年）5月31日 - 新小谷木橋が開通[15]。

## 路線状況

### 愛称
- 焼石連峰ビーチライン（奥州市胆沢 - 秋田県境の区間）

### バイパス・改良事業など
- 津付道路
  - 北上山地の急峻な地形ゆえ幅員狭小・線形不良となっている気仙郡住田町内の隘路区間を解消して安全を確保するほか、建設が予定されていた津付ダムの付替道路として整備された。事業主体は岩手県で総事業費は約69億円[16]。起点が住田町世田米字中井、終点が住田町世田米字子飼沢で、全長は約2.7 km[17]。
  - 道路延長の約7割をトンネルと橋梁が占め、ほぼ直線ルートで起点と終点を結ぶ。設計速度はV=60 km/h、標準道路幅員はW=9.5 m（トンネル・橋梁区間はW=8.0 m）、車線幅員はW=3.25 mで、大型車の往来にも対応する[18]。
  - 2005年より事業着手し、東日本大震災後の治水計画見直しにより2014年7月にダム本体の建設が中止と決定された後も、当該道路は復興支援道路整備の一環として事業が継続され、2014年10月26日にバイパス全線が一斉に供用された[19]。
- 石淵道路
  - 幅員狭小・線形不良となっている奥州市胆沢地区内の隘路区間を解消して安全を確保するほか、2013年に完成した胆沢ダムの付替道路としてダムと一体的に整備された[20]。事業主体は岩手県で総事業費は約32億円[20]。起点が奥州市胆沢林尻、終点が奥州市胆沢谷子沢で、全長は約7.3 km[20]。
  - 4本のトンネル（計L=1.7 km）と9基の橋梁（計L=1.6 km）によりダム北側を迂回するルートで、標準道路幅員はW=11.0 m、車線幅員はW=3.25 m[21]。
  - 1993年度より事業着手し、2003年5月31日に中間部（L=約2.5 km）が、2007年11月6日に起点部（L=1.5 km）が部分開通[22]。残る終点部（L=3.3 km）も2008年度の開通を目途に整備が進められた[20]。

### 重複区間
- 国道107号（岩手県大船渡市起点 - 住田町世田米）
- 国道340号（岩手県住田町世田米 - 住田町・川口交差点）
- 国道456号（岩手県奥州市江刺田原沢田前）
- 国道342号（秋田県東成瀬村・合居橋交差点 - 横手市終点）

### 道路施設

#### 橋梁
- 新小谷木橋（北上川、奥州市）

#### トンネル
- 小股トンネル（気仙郡住田町）
- ささのほらトンネル（気仙郡住田町）
- ゆりあげトンネル（気仙郡住田町）
- 栗木トンネル（気仙郡住田町）
- 種山トンネル（気仙郡住田町 - 奥州市）
- 古歌場トンネル（奥州市）
- 赤金トンネル（奥州市）
- 胆沢トンネル（奥州市）
- 石淵トンネル（奥州市）
- 大森山トンネル（岩手県奥州市 - 秋田県雄勝郡東成瀬村）

#### 道の駅
- 種山ヶ原（気仙郡住田町）

### 冬期閉鎖区間
- 岩手県奥州市胆沢若柳 - 秋田県雄勝郡東成瀬村岩井川野尻[23][24]

## 地理

### 通過する自治体
- 岩手県
  - 大船渡市 - 気仙郡住田町 - 奥州市
- 秋田県
  - 雄勝郡東成瀬村 - 横手市

### 交差する道路
- 岩手県
  - 国道45号（大船渡市・権現堂交差点）
  - 国道340号・陸前高田方面（住田町世田米）
  - 国道340号・遠野方面（住田町・川口交差点）
  - 国道107号・荷沢峠方面（住田町世田米）
  - 岩手県道246号世田米矢作線（住田町世田米字下大股）
  - 岩手県道8号水沢米里線（奥州市江刺米里字古歌葉）
  - 岩手県道10号江刺室根線（奥州市江刺伊手字口沢）
  - 岩手県道287号口内伊手線（奥州市江刺伊手字八幡）
  - 岩手県道156号岩明岩谷堂線（奥州市江刺藤里字岩明）
  - 国道456号（奥州市江刺田原沢田前）
  - 岩手県道14号一関北上線（奥州市水沢羽田町）
  - 国道4号水沢東バイパス（奥州市水沢東中通二丁目・東中通り交差点）
  - 国道4号（奥州市水沢・太日通り交差点）
  - 岩手県道226号佐倉河真城線・前沢方面（奥州市水沢南町）
  - 岩手県道113号水沢停車場線（奥州市水沢字横町）
  - 岩手県道236号衣川水沢線（奥州市水沢字斉の神）
  - 岩手県道196号胆沢金ケ崎線（奥州市胆沢若柳字広表）
  - 岩手県道302号前沢北上線（奥州市胆沢若柳字壱本松）
  - 岩手県道37号花巻平泉線（奥州市胆沢若柳字愛宕）
- 秋田県
  - 秋田県道40号横手東成瀬線（東成瀬村岩井川）
  - 国道342号（東成瀬村・合居橋交差点）
  - 国道13号、秋田県道57号十文字羽後鳥海線（横手市・佐賀会沖田交差点）